# Телеф (Софокл)
«Телеф» (др.-греч. Τήλεφος) — трагедия древнегреческого драматурга V века до н. э. Софокла, текст которой полностью утрачен.
Центральный персонаж пьесы — Телеф, сын Геракла и царь Мисии. Предположительно «Телеф» был третьей частью трилогии, в которую входили «Мисийцы» и «Алеады». Более детальной информации о пьесе нет из-за того, что не сохранилось ни одного фрагмента текста.
По трагедии с таким же названием написали Эсхил и Еврипид (текст этих пьес тоже утрачен).